# Frankfurterköket

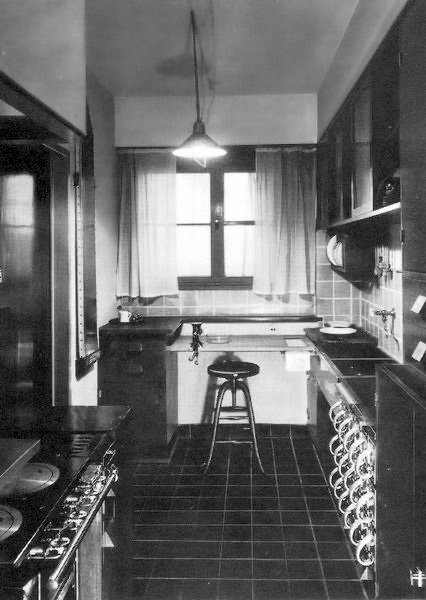
Frankfurter Küche från 1926

Frankfurterköket (Frankfurter Küche) skapades 1926 av den österrikiska arkitekten Margarete Schütte-Lihotzky (1897–2000) för att underlätta köksarbetet. Köket utvecklades på initiativ av Ernst May som var chef för bosättningsinstitutionen i Frankfurt am Main. Frankfurter Küche räknas som föregångare till det moderna köket med standardiserade snickerier.
Frankfurterköket skulle gestaltas lika effektivt som en industriell arbetsplats, där alla viktiga komponenter fanns inom räckhåll varigenom arbetstiden kunde minimeras. Resultatet var ett mycket kompakt kök, vilket passade utmärkt i den uppblommande massproduktionen av lägenheter. Redan 1912 användes taylorismens idéer av Christine Frederik när hon studerade arbetsförlopp i hemmet och med hjälp av stoppur mätte tidsåtgången för olika handgrepp. Margarete Schütte-Lihotzky överförde denna tankegång på bostadsproduktionen, speciellt på köket. Hon gestaltade köket så att bara en person kunde arbeta där, en tjänstepiga uteslöt hon, för Frankfurter köket skulle finnas i arbetarhemmen. Inspiration till detta kompakta bostadskök hade hon fått genom studier av restaurangkök i järnvägståg.
Det fanns olika kökstyper, exempelvis typ 1 med en golvyta av 1,9 x 3,4 meter. Vid kortsidan fanns en arbetsplats med dagsljus och längs den ena väggen anordnades vasken, avställningsyta och ett högskåp, längs den andra väggen fanns spisen och en nerfällbar strykbräda. Snickerierna lackerades i en grönblå kulör, den färgen gillades inte av flugor, det hade vetenskapsmän från universitetet i Frankfurt kommit fram till. Arbetsbänken hade ett ytskikt av linoleum och en fri kant så att det var lätt att skruva fast olika hushållsapparater (till exempel en köttkvarn). Under arbetsbänken fanns ett helt batteri med ett 20-tal specerilådor. Vasken hade två hoar, där den vänstra fungerade som torkställ. I Frankfurter Küche fanns till en början även en liten elspis, men efter klagomål över de höga priserna tillhandahölls en variant med en kombinerad ved-/elspis.
För att hålla produktionskostnaderna nere tillverkades köket i stor upplaga på fabrik efter ett standardiserat modulsystem. Snickaren behövde sedan bara fixera köksenheterna på plats. Frankfurter Küche hade sin glanstid i Frankfurt mellan åren 1926 och 1932, då installerades cirka 10 000 kök, därav namnet “Frankfurter Küche”.
Trots sina fördelar fann köket inte bara positiva kommentarer. Huvudargumentet mot köket var, att det var för trångt och att det var för lite flexibilitet. Även en viss konservativ inställning mot denna “nymodighet” hämmade en större utbredning av konceptet. Ändå bidrog Margarete Schütte-Lihotzkys kök till vidareutvecklingar som Le Corbusiers “Modulor-Küche” och det svenska standardköket. År 1989 fick därför Margarete Schütte-Lihotzky Ikea Foundations Ikea-pris.